# Berberis dealbata
Berberis dealbata är en berberisväxtart som beskrevs av John Lindley. Berberis dealbata ingår i släktet berberisar, och familjen berberisväxter. Inga underarter finns listade i Catalogue of Life.